# Karl von Schroff
Karl Joseph Stephan Ritter von Schroff (* 12. Jänner 1844 in Wien; † 30. März 1892 ebenda) war ein österreichischer Mediziner und Pharmakologe.

## Leben
Karl Schroff war der Sohn des Mediziners und Pharmakologen Karl Damian von Schroff, der im Jahr 1867 in den Ritterstand erhoben wurde. Er studierte ab 1861 an der Universität Wien Medizin, wurde 1866 Aspirant am Allgemeinen Krankenhaus, promovierte 1867 und arbeitete ab 1868 als Assistent an der Lehrkanzel seines Vaters. Im Jahr 1871 habilitierte er sich für Pharmakologie, Pharmakognosie und Toxikologie an der Universität Wien, wirkte zunächst als Privatdozent und wurde nach der Emeritierung seines Vaters 1874 zum unbesoldeten außerordentlichen Professor für Toxikologie und Rezeptierkunde bestellt. In der Zeit von 1877 bis 1892 besetzte er an der Universität Graz den Lehrstuhl für Pharmakologie und Pharmakognosie und übernahm darüber hinaus 1878 die Leitung des Grazer Krankenhauses. Im akademischen Jahr 1880/81 war er in Graz Dekan der Medizinischen Fakultät.
Am 8. Juli 1882 wurde Carl Ritter von Schroff unter der Präsidentschaft des Physikers Hermann Knoblauch in der Sektion Wissenschaftliche Medizin unter der Matrikel-Nr. 2363 als Mitglied in die Kaiserliche Leopoldinisch-Carolinische Deutsche Akademie der Naturforscher aufgenommen.

## Schriften
- Beitrag zur Kenntniss des Aconit. Braumüller, Wien 1871 (Digitalisat)